# Pribislav I av Mecklenburg
Pribislav I av Mecklenburg, tyska Pribislaw, död i Lüneburg 30 december 1178, var från 1160 furste av obotriterna samt från 1167 sachsisk länsfurste av Mecklenburg. Han upphöjdes 1171 till tysk riksfurste. Son till furst Niklot av obotriterna (död 1160).

## Biografi
Efter faderns död 1160 övergav Pribislav och brodern Vartislav Werle, satte eld på borgen och drog sig tillbaka i landets inre delar. Senare på året 1160 slöt de fred med welfiske hertig Henrik Lejonet och överlämnade hela det av honom redan erövrade området. Endast distrikten Kessin och Circipania med fästet Werle förblev i brödernas händer, men under Henrik Lejonets överhöghet. Pribislav konverterade samma år till kristendomen.
De obotritiska furstarnas kamplust infann sig dock snart återigen. Bröderna förberedde ett angrepp på våren 1163, men hertigen kände till deras planer och gjorde en framstöt mot den starkt befästa borgen Werle. Med hjälp av belägringsmaskiner och torn av trä erövrade hertigen Werle och tillfångatog Vartislav jämte ett stort antal slaviska herrar. Vartislav fördes till Braunschweig varefter Pribislav gav upp motståndet och slöt fred. 
Fredsslutet 1163 varade dock inte länge. Då brodern Vartislav ännu satt fängslad tog Pribislav på dennes inrådan på nytt upp kampen i februari 1164, nu med hjälp av de pommerska furstarna. Han överrumplade och intog fästet Mecklenburg då dess befälhavare Heinrich von Schooten var frånvarande. Ett blodbad följde bland ortens flamländska invånare, och kvinnor och barn fördes bort i fångenskap. Efter detta gav sig Quetzin och Malchow utan kamp, då Pribislav lovade dess besättningar fri lejd. Endast borgarna Ilow och Schwerin, båda under Gunzelin von Hagens ledning, bjöd fortsatt framgångsrikt motstånd.
Sommaren 1164 gick hertig Henrik till motangrepp, understödd av Danmark och åtskilliga sachsiska adelsmän. Vid Malchow hängdes den tillfångatagne Vartislav, vilken hertigen såg som anstiftare till upproret, offentligt. Därefter sändes en förtrupp under ledning av greve Adolf II av Holstein och greve Reinhold von Dithmarschen österut mot gränsfästningen Demmin. Den 1 juli 1164 stod så slaget vid Verchen väster om Demmin, utmed Kummerower See. Den slavisk-pommerska hären var talmässigt överlägsen, men efter en hård kamp kunde sachsarna nå ett avgörande. Slaverna led stora förluster och de pommerska furstarna nödgades överge Demmin. Pribislav själv flydde in i Pommern.
Pribislav underkastade sig 1167 slutgiltigt hertig Henrik Lejonet. Pribislav kunde från detta år titulera sig sachsisk länsfurste av Mecklenburg-Rostock samt från 1171 tysk riksfurste. Han valde Werle som residens. 
När Pribislav 1167 återfick terra Obodritorum (förutom Schwerin) som vasall till hertig Henrik Lejonet ingicks ett nära förbund mellan de två som höll livet ut. Alliansen beseglades med ett äktenskap mellan Pribislavs son och en illegitim dotter till hertigen. 1172-1173 åtföljde Pribislav Henrik Lejonet till Jerusalem.
Pribislav grundade 1171 klostret Doberan i distriktet Kessin och bistod Danmark mot Pommern-Rügen. Den 30 december 1178 fann han under en tornering vid det hertigliga hovet i Lüneburg sin död. Sonen Henrik Burwin och brodern Vartislavs son Nikolaus kom att kämpa om hans arv.

## Äktenskap och barn
Pribislav gifte sig 1140/1145 med Woizlawa av Pommern (död 1172, begravd i Doberan). Paret fick följande barn:
1. Henrik Burwin I av Mecklenburg (död 1227), furste av Mecklenburg
2. en dotter (död 1182), gift med greve Bernhard av Poppenburg (död 1181)